# 祥兴
祥兴（1278年五月一日—1279年二月六日）是南宋衛王趙昺的年號，共計1年餘。
元朝至元二十年十月（1283年），福建起事領袖黄华称宋祥兴五年，明年正月敗亡。

## 改元
- 景炎三年——五月初一日，改元為祥興元年。[6][7]

## 大事記
- 祥興二年——二月初六日，陸秀夫背負宋帝昺投海自盡，宋朝滅亡。[6]

## 西曆紀年對照表

### 南宋
表格中各月的干支即為各月的第1日，「大」表示該月有30日，「小」表示該月有29日，「閏月」表格中的中文數字表示該年為閏X月，各月初一底下的數字表示對應的西曆日期。
| 公元   | 干支 | 紀年     | 正月   | 二月   | 三月 | 四月 | 五月   | 六月   | 七月   | 八月   | 九月   | 十月   | 十一月 | 十二月    | 閏月       |
| ------ | ---- | -------- | ------ | ------ | ---- | ---- | ------ | ------ | ------ | ------ | ------ | ------ | ------ | --------- | ---------- |
| 1278年 | 戊寅 | 祥興元年 |        |        |      |      | 癸未大 | 癸丑小 | 壬午大 | 壬子大 | 壬午小 | 辛亥小 | 庚辰大 | 己卯大    | 十一庚戌小 |
| 1278年 | 戊寅 | 祥興元年 |        |        |      |      | 5/23   | 6/22   | 7/21   | 8/20   | 9/19   | 10/18  | 11/16  | 1279/1/14 | 12/16      |
| 1279年 | 己卯 | 祥興二年 | 己酉小 | 戊寅大 |      |      |        |        |        |        |        |        |        |           |            |
| 1279年 | 己卯 | 祥興二年 | 2/13   | 3/14   |      |      |        |        |        |        |        |        |        |           |            |

### 黃華
| 祥興 | 五年       | 六年         |
| ---- | ---------- | ------------ |
| 公元 | 1283年     | 1284年       |
| 干支 | 癸未       | 甲申         |
| 元朝 | 至元二十年 | 至元二十一年 |

## 同期存在的其他政权年号
- 中國
  - 至元（1264年－1294年）：元朝—元世祖忽必烈之年号
- 日本
  - 弘安（1278年－1288年）：後宇多天皇之年号
- 越南
  - 寶符（1273年－1278年）：陳朝—陳聖宗陳晃之年号
  - 绍宝（1279年－1284年）：陳朝—陳仁宗陳昑之年号

## 參阅
- 中国年号索引

## 深入閱讀
- 李崇智. . 北京: 中華書局. 2004年12月. ISBN 7101025129.
- 松橋達良. . 東京: 砂書房. 1994年7月. ISBN 4915818276.
- 鄧洪波. . 臺北: 國立臺灣大學東亞經典與文化研究計劃. 2005年3月  [2021-11-07]. ISBN 9789860005189. （原始内容 (pdf)存档于2007-08-25）.

| 前一年號： 景炎 | 南宋年号 祥興 | 下一年號： 元朝：至元 |